# Diphepe
Diphepe är ett periodiskt vattendrag i Botswana.   Det ligger i distriktet Kweneng, i den sydöstra delen av landet, 20 km nordväst om huvudstaden Gaborone.
Omgivningarna runt Diphepe är huvudsakligen savann. Trakten runt Diphepe är nära nog obefolkad, med mindre än två invånare per kvadratkilometer.